# 無尽台駅
無尽台駅（朝鮮語: 무진대역、ムジンデえき）は朝鮮民主主義人民共和国平安南道价川市にある朝鮮民主主義人民共和国鉄道省戴建線の駅である。

## 隣の駅
朝鮮民主主義人民共和国鉄道省
戴建線
三所駅 - 無尽台駅 - 外東駅